# Pectinopygus turbinatus
Pectinopygus turbinatus är en insektsart som först beskrevs av Piaget 1890.  Pectinopygus turbinatus ingår i släktet Pectinopygus och familjen fjäderlöss. Inga underarter finns listade i Catalogue of Life.